# Arsenał artyleryjski w Poznaniu
Arsenał artyleryjski w Poznaniu – zabytkowy, trzypiętrowy, ceglany gmach dawnego arsenału artyleryjskiego w Poznaniu przy ulicy Stawnej róg Garbar (adres: ul. Stawna 8).

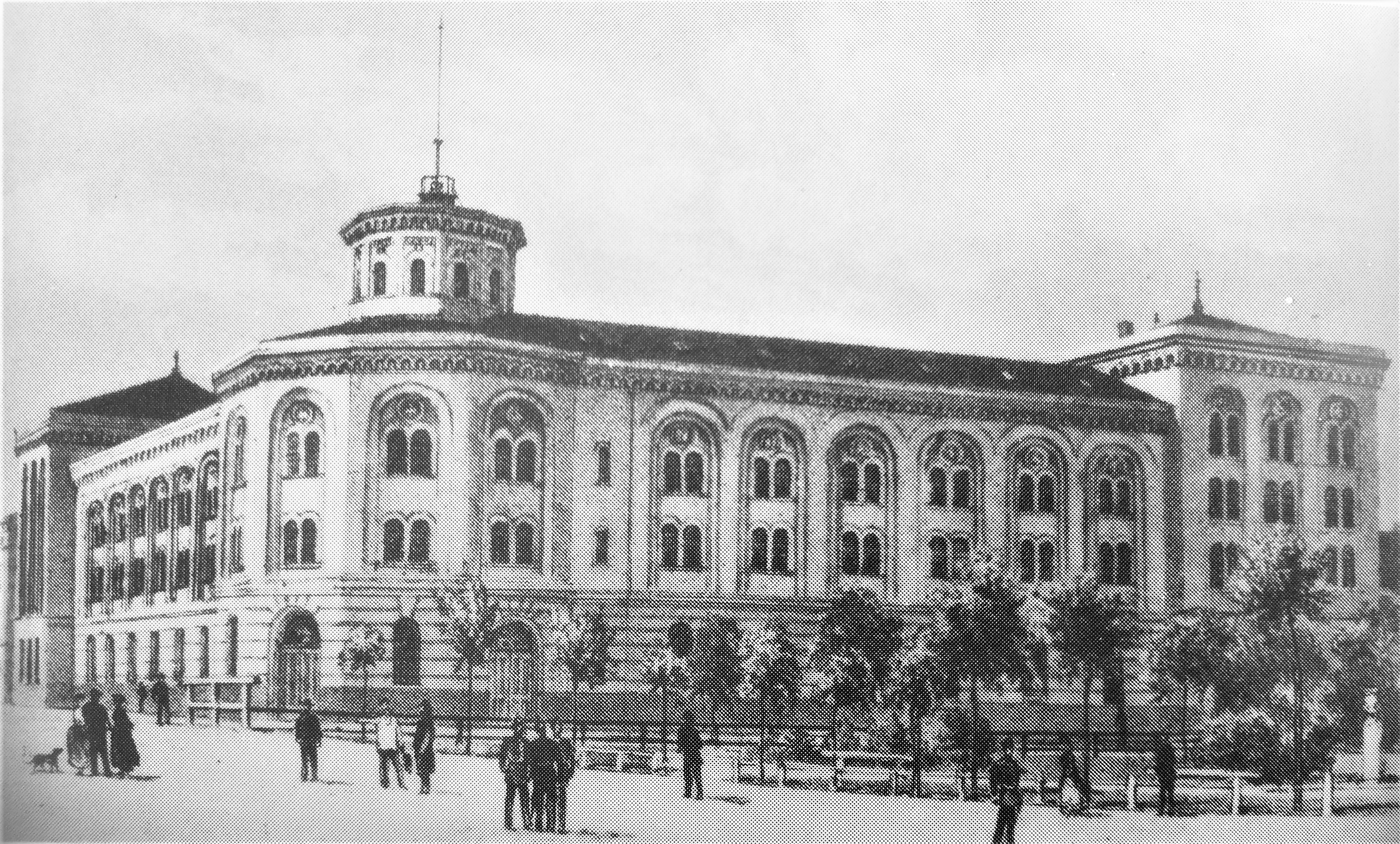
Widok na obiekt w 1871

Pierwszy arsenał Landwehry wzniesiono w mieście w latach 1820–1821 u zbiegu ulic Wronieckiej i Stawnej. Obiekt ten nie istnieje i nie jest znany jego wygląd. Drugi arsenał zrealizowano w latach 1868–1870 na obecnym miejscu, według projektu berlińskiego urzędnika Ministerstwa Wojny – Augusta Fryderyka Fleischingera. Stoi w miejscu zburzonej części klasztoru Dominikanów.
Z neogotyckiego dwuskrzydłowego założenia na planie litery L, pozostał do dziś niewielki, zachodni fragment. Stropy budowli były specjalnie wzmacniane, co zabezpieczało je przed bombardowaniem, a w strefie parterowej zamocowano solidne osłony okien. Całość obłożona cegłą klinkierową i zwieńczona fryzem arkadowym.
Budynek poważnie uszkodzono w 1945 i w większej części rozebrano. Pozostały niewielki fragment pełni funkcję mieszkaniową.